# Svensksjön
Svensksjön är en sjö i Ludvika kommun i Dalarna och ingår i Norrströms huvudavrinningsområde. Sjön har en area på 0,164 kvadratkilometer och ligger 273,7 meter över havet. Sjön avvattnas av vattendraget Pillisoån. Vid provfiske har abborre, gädda och mört fångats i sjön.

## Delavrinningsområde
Svensksjöningår i det delavrinningsområde (666705-143969) som SMHI kallar för Utloppet av Svenksjön. Medelhöjden är 316 meter över havet och ytan är 13,91 kvadratkilometer. Det finns inga avrinningsområden uppströms utan avrinningsområdet är högsta punkten. Pillisoån som avvattnar avrinningsområdet har biflödesordning 4, vilket innebär att vattnet flödar genom totalt 4 vattendrag innan det når havet efter 300 kilometer. Avrinningsområdet består mestadels av skog (73 procent) och sankmarker (14 procent). Avrinningsområdet har 0,63 kvadratkilometer vattenytor vilket ger det en sjöprocent på 1 procent.